# Championnat d'Europe masculin de rink hockey des moins de 20 ans 1987
Navigation
Championnat d'Europe masculin -20 ans 1986 Championnat d'Europe masculin -20 ans 1988
Le Championnat d'Europe de rink hockey masculin des moins de 20 ans 1987 est la 26e édition de la compétition organisée par le Comité européen de rink hockey et réunissant les meilleures nations européennes des moins de 20 ans. Cette édition a lieu à Duisbourg, en Allemagne.
L'équipe d'Espagne des moins de 20 ans remporte sa 13e couronne européenne de rink hockey.

## Participants
Neuf équipes prennent part à cette compétition.
- Espagne
- Portugal
- Italie
- Allemagne
- Suisse
- Pays-Bas
- France
- Belgique
- Angleterre

## Résultats
Chaque équipe se rencontre une fois.
| Rang | Équipe     | Pts | J | G | N | P | Bp | Bc  | Diff |  | Résultats  |  |     |     |      |     |      |      |      |      |
| ---- | ---------- | --- | - | - | - | - | -- | --- | ---- |  | ---------- |  | --- | --- | ---- | --- | ---- | ---- | ---- | ---- |
| 1    | Espagne    | 15  | 8 | 7 | 1 | 0 | 90 | 9   | +81  |  | Espagne    |  | 1-1 | 6-3 | 8-0  | 9-2 | 7-2  | 20-0 | 29-0 | 10-1 |
| 2    | Portugal   | 14  | 8 | 6 | 2 | 0 | 84 | 13  | +71  |  | Portugal   |  |     | 2-2 | 10-1 | 4-2 | 11-4 | 16-1 | 29-0 | 11-2 |
| 3    | Italie     | 13  | 8 | 6 | 1 | 1 | 74 | 19  | +55  |  | Italie     |  |     |     | 6-3  | 6-2 | 9-0  | 16-1 | 19-3 | 13-2 |
| 4    | Allemagne  | 9   | 8 | 4 | 1 | 3 | 36 | 36  | 0    |  | Allemagne  |  |     |     |      | 3-2 | 3-3  | 4-3  | 11-3 | 11-1 |
| 5    | Suisse     | 8   | 8 | 4 | 0 | 4 | 45 | 28  | +17  |  | Suisse     |  |     |     |      |     | 9-3  | 7-0  | 13-2 | 8-1  |
| 6    | Pays-Bas   | 7   | 8 | 3 | 1 | 4 | 33 | 48  | -15  |  | Pays-Bas   |  |     |     |      |     |      | 5-3  | 11-3 | 5-3  |
| 7    | France     | 4   | 8 | 2 | 0 | 6 | 16 | 71  | -55  |  | France     |  |     |     |      |     |      |      | 6-2  | 2-1  |
| 8    | Belgique   | 2   | 8 | 1 | 0 | 7 | 20 | 122 | -102 |  | Belgique   |  |     |     |      |     |      |      |      | 7-4  |
| 9    | Angleterre | 0   | 8 | 0 | 0 | 8 | 15 | 67  | -52  |  | Angleterre |  |     |     |      |     |      |      |      |      |